# 阿戈讷地区栋巴勒
阿戈讷地区栋巴勒（法語：Dombasle-en-Argonne，法語發音：[dɔ̃bal ɑ̃.n‿aʁɡɔn]）是法国默兹省的一个市镇，位于该省西部略偏北，属于凡尔登区。

## 地理
阿戈讷地区栋巴勒（49°8'14"N, 5°11'27"E）面积11.68 平方千米，位于法国大東部大區默兹省，该省份为法国西北部内陆省份，北与比利时接壤，西接马恩省和阿登省，南至上马恩省和孚日省，东临默尔特-摩泽尔省。
与阿戈讷地区栋巴勒接壤的市镇（或旧市镇、城区）包括：贝特兰维尔、阿戈讷地区布拉邦、阿戈讷地区布罗库尔、阿戈讷地区茹伊、雷西库尔、锡夫里拉佩尔什。

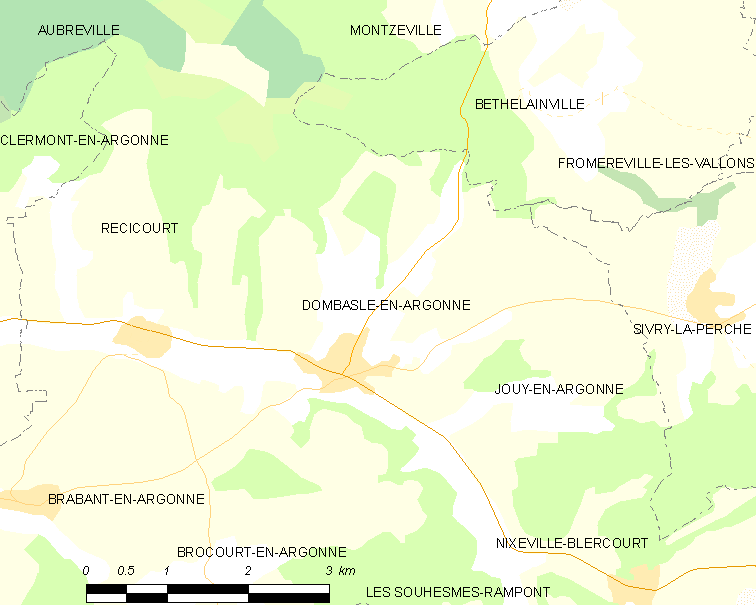
阿戈讷地区栋巴勒的OSM定位图

阿戈讷地区栋巴勒的时区为UTC+01:00、UTC+02:00（夏令时）。

## 行政
阿戈讷地区栋巴勒的邮政编码为55120，INSEE市镇编码为55155。

## 政治
阿戈讷地区栋巴勒所属的省级选区为阿戈讷地区克莱蒙县。

## 人口

1962-2008年间阿戈讷地区栋巴勒人口变化图示

阿戈讷地区栋巴勒于2022年1月1日时的人口数量为374人。